# Lacuna vasorum
Lacuna vasorum är ett mellanrum mellan ljumskligamentet och tarmbenet (en del av bäckenet) genom vilket blodkärl och en nerv går ner från bålen till benet. Lacuna vasorum ligger under ligamentum inguinale.